# Klebsiella electrica
Espèce
Klebsiella electrica est une espèce bactérienne à Gram négatif du genre Klebsiella. Elle a été isolée d'une pile à combustible microbienne. 

## Description
Les bactéries de l'espèce R. electrica sont des bacilles Gram négatif, anaérobies facultatives, non mobiles et ne sporulant pas. Leur largeur est de 0,3 µm à 0,4 µm pour une longueur de 3,0 µm à 6,0 µm. Elles sont capables de croître sur gélose à une température optimale de 37 °C mais aussi à 41 °C. Contrairement à Klebsiella pneumoniae, elles sont capables de croître à 10 °C. Elles se différencient des autres Raoultella par leur incapacité à croître à 5 °C. Ces bactéries sont positives au test Voges-Proskauer. Leur capacité à produire de l'histamine n'a pas été révélée.

## Nomenclature et taxonomie
C'est l'espèce type du genre Raoultella à la description de ce genre en 2001,,. Cette espèce a reçu l'épithète electrica (e.lec′tri.ca. L. n. electrum ambre; L. suff. -icus -a -um suffixe utilisé avec le sens se rapportant à; N.L. fem. adj. electrica se référant à la génération d'électricité venant d'électron appelé ainsi car il a d'abord été généré en frottant de l'ambre) pour évoquer le lieu d'isolement initial de la souche type sur l'anode d'une pile à combustion microbienne à Sapporo,. La souche type de cette espèce est la souche 1GB. Pour sa description, elle a été officiellement déposée dans les collections de cultures bactériennes du Japon et de Corée du Sud sous les numéros NBRC 109676 et  KCTC 32430. Elle l'est aussi dans la Banque de collection de cultures bactériennes DSMZ sous le numéro DSM 102253.

## Habitat
Elle a été isolée à partir d'échantillons de sols (sédiments), ainsi qu'à partir de canne à sucre et présente une forte capacité à fixer l'azote.

## Pathogénie
La pathogénicité de cette espèce envers les humains n'est pas encore connue. Par contre, R. electrica a déjà été isolée comme bactérie contaminante d’œufs de poule à Jaipur en Inde avec un profil de résistance à plusieurs antibiotiques.

### Sous le nomKlebsiella electrica
- (en) Catalogue of Life : Klebsiella electrica (Kimura et al., 2014) Ma et al. 2022 (consulté le 10 juin 2025)
- (fr + en) EOL : Klebsiella electrica (consulté le 10 juin 2025)
- (fr + en) GBIF : Klebsiella electrica (consulté le 10 juin 2025)
- (en) LPSN : Klebsiella electrica (Kimura et al., 2014) Ma et al. 2022 (consulté le 10 juin 2025)
- (en) NCBI : Klebsiella electrica (taxons inclus) (consulté le 10 juin 2025)

### Sous le synonymeRaoultella electrica
- (en) Catalogue of Life : Klebsiella electrica (Kimura et al., 2014) Ma et al. 2022 (synonymie) (consulté le 10 juin 2025)
- (fr + en) EOL : Raoultella electrica (consulté le 10 juin 2025)
- (fr + en) GBIF : Raoultella electrica Kimura et al., 2014 (consulté le 10 juin 2025)
- (en) Taxonomicon : Raoultella electrica Kimura et al. 2014 (consulté le 10 juin 2025)